# 芳香化合物
芳香化合物（ほうこうかごうぶつ、Aroma compound）または着臭剤（odorant）、臭気物質（しゅうきぶっしつ）とは、芳香または悪臭を持つ化学物質のことである。化学物質が芳香もしくは悪臭を持つには、その化合物が揮発性でありそれが嗅覚系まで運ばれ、1つ以上の嗅覚受容体と結合する必要がある。
芳香化合物は食品、ワイン、スパイス、香料、精油などで見られ、多くは果物や作物が熟すときに生化学的に形成する。ワインでは、発酵の副生成物として形成する。
多くの芳香化合物は香料の製造において重要な役割を果たしている。また、臭気物質は天然ガスや水素ガスのような危険性のある無臭物質にへの付臭に使われることもある。

## 官能基による芳香化合物の分類

### アルコール類
- ベンジルアルコール（酸化するとアーモンド臭のベンズアルデヒド）
- エチルマルトール（甘い香り）
- フラネオール（イチゴの香り）
- 1-ヘキサノール（森林の香り）
- cis-3-ヘキセン-1-オール（芝刈り後の香り）
- メントール（ペパーミントの香り）

### アルデヒド類
- アセトアルデヒド（辛味）
- ベンズアルデヒド（マルチパン、アーモンド）
- ヘキサナール（草の香り）
- シンナムアルデヒド（シナモン）
- シトラール（レモングラス、レモンオイル）
- cis-3-ヘキセナール（未熟のトマト）
- フルフラール（焼いたエンバク）
- ネラール（柑橘系、レモングラス）
- バニリン（バニラ）

### アミン類
- カダベリン（腐敗臭）
- インドール（ジャスミンの花、糞臭）
- プトレシン（腐敗臭）
- ピリジン（不快臭）
- スカトール（糞臭）
- 置換ピラジン - 2-エトキシ-3-イソプロピルピラジン、2-メトキシ-3-sec-ブチルピラジン、2-メトキシ-3-メチルピラジン（乾燥させたフェヌグリーク、クミン、コリアンダー）
  - アルキルピラジン
  - メトキシピラジン
- トリメチルアミン（魚）

### エステル類
- 蟻酸イソブチル（果物の香り）
- 酢酸エチル（果物の香り）
- 酪酸エチル（果物の香り）
- カプリン酸エチル
- カプロン酸エチル
- カプリル酸エチル
- 酢酸ヘキシル（リンゴ、フローラル）
- 酢酸イソアミル（バナナ）
- 酪酸メチル（リンゴ、果物）
- サリチル酸メチル（ウィンターグリーンの油）
- 酪酸ペンチル（ナシ、アンズ）
- 吉草酸ペンチル（リンゴ、パイナップル）
- ソトロン[1]（メープルシロップ、カレー、フェヌグリーク）
- メチルフェニルグリシド酸エチル（イチゴ）
- フルクトン（リンゴ、果物）

### エーテル類
- アネトール（甘草、アニスの種子、ウーゾ、フェンネル）
- アニソール（アニスの種子）
- オイゲノール（チョウジ油）
- 2,4,6-トリクロロアニソール（コルク臭）

### ケトン類
- ジヒドロジャスモン（果物、森林）
- 1-オクテン-3-オン（血液、金属、キノコ）[2]
- 2-アセチル-1-ピロリン（新鮮な食パン、ジャスミン米）
- 6-アセチル-2,3,4,5-テトラヒドロピリジン（新鮮な食パン、トルティージャ、ポップコーン）

### ラクトン類
- γ-デカラクトン（強烈なモモの芳香）
- γ-ノナラクトン（ココナッツ）
- δ-オクタラクトン
- ジャスミンラクトン（モモとアンズ）
- マッソイアラクトン（ココナッツ）
- ワインラクトン（甘いココナッツの芳香）

### テルペン類
- 樟脳（クスノキ）
- シトロネロール（バラ）
- リナロール（フローラル、柑橘、コリアンダー）
- ネロール（甘いバラの芳香）
- ネロリドール（森林、樹皮）
- α-テルピネオール（バイカウツギ）
- ツジョン（ビャクシ、セージ、アラスカヒノキ、ヨモギ）
- チモール（タイム）

### チオール類
- エタンチオール（ドリアン、リーキ）
- チオテルピネオール（グレープフルーツ）
- メタンチオール

### その他
- メチルホスフィン、ジメチルホスフィン（ニンニク、金属）[2]
- ネロリン（オレンジ）
- テトラヒドロチオフェン